# Hermann von Fürstenberg (Domherr)
Hermann von Fürstenberg (* um 1460; † 13. September 1547) war Domherr in Paderborn und Münster.

## Leben

### Herkunft und Familie
Hermann von Fürstenberg entstammte dem westfälischen Adelsgeschlecht Fürstenberg, das seinen Namen nach der kurkölnischen Landesburg Fürstenberg führt. Aus ihm sind zahlreiche namhafte Persönlichkeiten hervorgegangen, die in Kirche und Staat bedeutende Ämter bekleideten. Er war der Sohn des Wennemar von Fürstenberg zu Waterlappe (1417–1484) und dessen Gemahlin Karda von Galen zu Herten (1435–1516). Sein Bruder Johann war Abt in der Abtei Siegburg, Friedrich (* 1460) war mit Mechthild von Plettenberg zu Nehlen verheiratet. Deren Sohn Friedrich war kurkölnischer Rat und Drost.

### Wirken
Hermann studierte an der Universität Bologna. Zusammen mit seinem Bruder Johann findet er am 11. Juli 1504 urkundlich Erwähnung im Zusammenhang mit dem Fürstenbergischen Familienvergleich. Im Februar 1508 wurde er Domherr zu Münster und erhielt im September 1514 ein Domkanonikat in Paderborn. Am 28. September 1536 kam er in den Besitz des Archidiakonats Velen. Hermann verzichtete am 6. November 1544 zugunsten seines Neffen Friedrich auf sein elterliches Erbe. In seinem Testament vermachte er seiner Familie den Kelch und die Utensilien seines Altars. Seine Testamentsvollstrecker gaben Stiftungen an das Kloster Himmelpforten sowie an die Vikarie St. Johannes in Bremen (Sauerland), die er im Jahre 1484 mit seinen Brüdern Friedrich und Wennemar gestiftet hatte. Der päpstliche Kämmerer Arnold von Brauweiler erhob nach Hermanns Tod Anspruch auf dessen Präbende.